# Stictodora cursitans
Stictodora cursitans är en plattmaskart. Stictodora cursitans ingår i släktet Stictodora och familjen Heterophyidae. Inga underarter finns listade i Catalogue of Life.